# 小坂製錬小坂線
小坂線（こさかせん）は秋田県大館市の大館駅から秋田県鹿角郡小坂町の小坂駅に至る小坂製錬が運営していた貨物鉄道路線である。2009年に廃止された。1994年までは旅客営業も行っていた。なお、本項では1951年に廃止された茂内駅 - 長木沢駅間の支線についても触れる。
1909年に小坂鉄道（こさかてつどう）として営業を開始し、1958年に同和鉱業、1989年に小坂製錬の運営となった。小坂鉱山の鉱石輸送や、鉱山閉山後は主に濃硫酸輸送に使用されていたが、2007年2月末に荷主の小坂製錬が濃硫酸の製造を停止し石膏の製造に切り替えたため（石膏はトラック輸送される）、小坂線による出荷も2008年3月に終了した。小坂製錬は同年3月17日に東北運輸局に小坂線の事業休止届出を、同年9月18日に廃止届出を提出し、2009年4月1日に廃止された。
跡地は、2014年春に大館市と小坂町に賃貸契約もしくは無償譲渡することに決まった（「廃線後について」の節を参照）。

## 路線データ

### 本線
- 路線距離（営業キロ）：22.3km
- 軌間：1067mm
- 駅数：3駅（起終点駅含む。旅客営業廃止直前は10駅）
- 複線区間：なし（全線単線）
- 電化区間：なし（全線非電化）
- 閉塞方式：タブレット閉塞式

### 支線
廃止時点のもの。
- 路線距離（営業キロ）：3.8km
- 軌間：762mm（当時は本線も762mm軌間）
- 駅数：1駅（茂内駅除く）
- 複線区間：なし（全線単線）
- 電化区間：なし（全線非電化）

## 歴史
小坂鉱山からの産出物の搬出は馬車に頼っていたが、明治30年代から業績が上がり、架空索道が建設されたものの、年々激増する貨物を消化できなくなり鉄道を建設することになった。
1906年（明治39年）11月30日に小坂 - 大館間の鉄道敷設免許を取得すると既に大館-茂内-二ツ屋（長木沢）間で運行されていた森林鉄道を譲受けこの路盤を流用することとして茂内-小坂間は新たに工事を開始、1908年（明治41年）9月15日に軌間762mmの小坂鉱山専用鉄道が開通した。これは皇太子（大正天皇）が小坂鉱山へ視察に立ち寄る一週間前であった。翌1909年（明治42年）1月に小坂鉄道株式会社が設立され、小坂鉱山から専用鉄道を譲り受けて同年5月7日に地方鉄道として運輸営業を開始した。貨物は小坂鉱山から産出される精鉱と製錬所で製錬された商品が主力であったが藤田組長木沢製材所や官営代野製材所で加工された木材、煙害により切りだされた長木沢の天然杉も全国へ輸送された。これらの輸送により大館駅の旅客貨物収入は1909年より県内一位となり1919年まで続いた。1928年（昭和3年）には24.8‰の急勾配がある茂内 - 小坂間を鉱山の発電所の余剰電力で電化することになり、茂内に変電所を建設し回転変流機（交流側445V直流側600V、直流側の出力250kW、常用1、予備1、製造所日立製作所）により電気を供給し、日立製作所で電気機関車2両を新製した。1949年（昭和24年）には小雪沢 - 茂内間を電化した。
1958年（昭和33年）に小坂鉄道は同和鉱業に吸収合併され、同社の小坂鉄道事業所となった。
1962年（昭和37年）、全線の軌間を1,067mmに改軌するとともに、電気運転を廃止した。762mm軌間時代は非電化区間では蒸気機関車、電化区間で電気機関車が使用されていたが、改軌とともに客貨分離と全線の内燃動力化（ディーゼル動力化）が行われた。
1989年（平成元年）に同和鉱業から小坂製錬が分離され、同社の小坂線となった。1994年（平成6年）10月1日には旅客営業が廃止された。そして前述のとおり2008年（平成20年）、新型炉の導入により、それまで旧型炉の副産物として生成していた濃硫酸の製造を終了、輸送対象品目がなくなったため、3月に貨物列車の運転を終了、同年9月18日に東北運輸局に鉄道事業廃止届出を提出し、2009年（平成21年）4月1日に全線が廃止された。

### 年表
- 1908年（明治41年）
  - 2月16日 : 仮免許状下付（鹿角郡小坂村-北秋田郡大館町間、北秋田郡長木村字茂内屋敷-同郡同村字二ツ屋間）[13]
  - 9月15日 : 藤田組（DOWAホールディングスの前身）が大館 - 小坂間、茂内 - 二ツ屋（後の長木沢）間に小坂鉱山専用鉄道（軌間762mm）を開設。
- 1909年（明治42年）
  - 1月25日 : 小坂鉄道株式会社が設立[14][15]。
  - 4月13日 : 本免許状下付[16]
  - 5月7日 : 専用鉄道を改修し、小坂鉄道として一般営業を開始。大館駅、岱野駅、茂内駅、小坂駅、二ツ屋駅（後の長木沢駅）が開業[17]。
- 1911年（明治44年）2月16日 : 軽便鉄道指定[18]
- 1915年（大正4年）10月20日 : 小雪沢駅が開業[19]。
- 1920年（大正9年）5月1日：支線の二ツ屋駅を長木沢駅に改称[20]。
- 1926年（大正15年）7月31日 : 支線の茂内 - 長木沢間の旅客営業と手荷物、小口扱い貨物の取扱いを廃止[21]。
- 1927年（昭和2年）12月25日 : 新沢駅が開業。
- 1928年（昭和3年）1月15日 : 茂内 - 小坂間が電化[14]。
- 1949年（昭和24年）12月10日 : 小雪沢 - 茂内間が電化。
- 1951年（昭和26年）4月5日 : 支線の茂内 - 長木沢間が廃止[22]。かわりに長木沢駅で接続していた長木沢森林鉄道が茂内駅まで路線を延長した[23]。
- 1954年（昭和29年）8月1日 : 雪沢鉱泉駅が開業。
- 1956年（昭和31年）2月1日 : 篭谷駅が開業。
- 1958年（昭和33年）2月1日 : 小坂鉄道が同和鉱業へ吸収合併され、同社の小坂鉄道事業所となった。
- 1961年（昭和36年）10月1日 : 小雪沢駅が廃止。
- 1962年（昭和37年）10月1日 : 全線の軌間を1,067mmに改軌するとともに、電気運転を廃止。
- 1970年（昭和45年）11月1日 : 東岱野駅が開業。
- 1971年（昭和46年）
  - 10月1日 : 雪沢鉱泉駅が雪沢温泉駅に改称。
  - 11月10日 : 深沢駅が開業。
- 1985年（昭和60年）10月1日 : 古館駅が開業[24]。
- 1988年（昭和63年）12月1日 : 旅客列車のワンマン運転を開始。
- 1989年（平成元年）10月1日 : 同和鉱業から小坂製錬が分離され、同社の小坂線となった[12]。
- 1994年（平成6年）10月1日 : 旅客営業を廃止し、貨物専業の鉄道となる[25]。岱野駅、東岱野駅、雪沢温泉駅、新沢駅、深沢駅、篭谷駅、古館駅が廃止。
- 2004年（平成16年）11月9日 : 14時ごろ、旧雪沢温泉駅付近で15両編成の濃硫酸を積んだ大館行き貨物列車が走行中に11両が脱線。濃硫酸の漏出はなかったほか、負傷者もなかった。なお、濃硫酸の抜き取りは同月25日までに終了した[26]。
- 2006年（平成18年）1月14日 : 10時30分ごろ、12両編成の濃硫酸を積んだ貨物列車が線路上に積もった雪に突っ込み先頭の機関車が脱線。濃硫酸の漏出はなかったほか、負傷者もなかった。
- 2008年（平成20年）
  - 3月4日 : 列車による濃硫酸の出荷が終了[1]。翌5日にタンク車返却。
  - 3月12日 : 小坂駅留置の貨車の廃車回送を行い、これをもって列車の運行を終了。
  - 9月18日 : 東北運輸局に鉄道事業廃止を届出[2]。
- 2009年（平成21年）4月1日 : 全線が廃止。

### 廃線後
- 2014年（平成26年）
  - 3月24日 : 廃線跡の小坂町に所在するレール跡の敷地・橋梁・踏切、および駅舎と車両を小坂町に無償譲渡し、旧小坂駅構内の土地を小坂町と賃貸契約した[27]。
  - 4月1日 : 廃線跡の大館市に所在する敷地・建物を大館市に無償譲渡した[28]。
  - 11月2日 : 廃線跡にパナソニックが同社の乾電池「EVOLTA」を動力源とした車両を走行させるイベントを実施[29][30]。

## 運行形態

### 貨物列車

#### 1963年10月1日改正
上下各5本、所要49-86分。小坂製錬所の資材や生産物のほかに大館営林署管内の国有林の木材・薪炭、また花岡鉱山の鉱石の小坂製錬所への輸送も行っていた。

#### 2008年3月の休止前
1日2往復の専用貨物列車を運行。土・日・祝日や荷が少ない日は運休した。機関車は単機運転が基本だが、急勾配のある小坂→茂内間を走行する上り列車は3重連で運行されていた。そのため、機関車の重連単機回送列車が茂内→小坂間で運行されていた。
基本的に小坂町にある小坂製錬小坂製錬所で製造される濃硫酸を、秋田市にある秋田製錬飯島製錬所まで輸送するタンク車を連結していた。小坂駅を発着するコンテナ車や苛性ソーダ輸送用タンク車を連結することもあった。

### 旅客列車

#### 1963年10月1日改正
上下とも9本、全列車が花岡線に直通。所要時間は小坂線内で上り35-36分、下り36-37分、花岡 - 小坂間で44-46分。

#### 1984年6月1日当時
1日4往復（学校の開校日は、下り1本増発）、所要時間は全線36-38分。

## 車両

### ディーゼル機関車
DD130形
1967年 - 1968年製。花岡線の輸送力増強用に3両が入線した。総括制御機構を持っていたため、廃止まで使用された。
DD13形
1968年製。元片上鉄道事業所のDD13形で、1978年に556が入線した。除雪列車やバラスト輸送、DD130形が検査入場する際などの予備車として廃止まで使用された。
DD10形
1962年製。3両が在籍した。花岡線の貨物輸送や小坂駅構内の入換機として使用されたが、花岡線の廃止により、1983年に2両が廃車。残ったDD13も専用の入換機の必要性がなくなったため1995年に廃車となった。

### ラッセル車
キ100形
元国鉄のキ135をキ115に改番。

### 有蓋緩急車
ワフ28000形
小坂鉄道が762mmから1067mmに改軌した際（1962年）に入線した新造車両、日本車輌製。5両が在籍した。荷重8t。
「ワフ28000形」という形式だが国鉄のワフ28000形とは無関係で、国鉄ワフ25000形を基本としたデッキのない張り上げ屋根の鋼製車両である。

### 無蓋車
トム500形
片上鉄道事業所のトム501、502が小坂線に1969年に転属。元国鉄ト501、ト502。
トラ4000形
元国鉄のトラ4156、4200（それぞれ4001、4002に改番）。
トキ15000形
15両が在籍。国鉄トキ15000形の同形車。花岡線廃止後、10両が片上鉄道事業所に転属した。

### ホッパ車
ホキ800形
元国鉄のホキ909。

### 気動車
キハ2100形
1962年製の気動車。7両が登場した。このうち3両がワンマン化改造を受けているほか、キハ2104はキハ2108に改番された。小坂線の旅客営業廃止まで使用された。
2両が1981年・1983年に片上鉄道事業所に転属した。また、旅客営業廃止後に2両が弘南鉄道に譲渡され、黒石線で使用された。

## 駅一覧
所在地は廃止時点のもの。全駅秋田県に所在。

### 本線
| 駅名                      | 駅間キロ | 営業キロ | 接続路線・備考                                                        | 所在地       |
| ------------------------- | -------- | -------- | --------------------------------------------------------------------- | ------------ |
| 大館駅                    | -        | 0.0      | 東日本旅客鉄道：奥羽本線・花輪線 同和鉱業：花岡線（1985年4月1日廃止） | 大館市       |
| 岱野駅                    | 2.9      | 2.9      | 1994年10月1日廃止                                                     | 大館市       |
| 東岱野駅                  | 1.3      | 4.2      | 1994年10月1日廃止                                                     | 大館市       |
| 小雪沢駅                  |          |          | 1961年10月1日廃止                                                     | 大館市       |
| 雪沢温泉駅 （雪沢鉱泉駅） | 4.3      | 8.5      | 1994年10月1日廃止                                                     | 大館市       |
| 新沢駅                    | 1.9      | 10.4     | 1994年10月1日廃止                                                     | 大館市       |
| 深沢駅                    | 2.3      | 12.7     | 1994年10月1日廃止                                                     | 大館市       |
| 茂内駅                    | 1.2      | 13.9     | 小坂鉄道：支線（1951年4月5日廃止）                                    | 大館市       |
| 篭谷駅                    | 1.8      | 15.7     | 1994年10月1日廃止                                                     | 大館市       |
| 古館駅                    | 5.8      | 21.5     | 1994年10月1日廃止                                                     | 鹿角郡小坂町 |
| 小坂駅                    | 0.8      | 22.3     |                                                                       | 鹿角郡小坂町 |

小坂線の大館駅のホームと、JR線の大館駅のホームは離れていた。また、岱野・新沢・茂内・小坂駅の駅舎は現在でも残っている。ホームは岱野・小雪沢・雪沢温泉・茂内・篭谷・小坂駅で残っている。

### 支線
| 駅名     | 営業キロ | 接続路線・備考 | 所在地         |
| -------- | -------- | -------------- | -------------- |
| 茂内駅   | 0.0      | 本線           | 北秋田郡長木村 |
| 長木沢駅 | 3.8      |                | 北秋田郡長木村 |

## 廃線後について
線路は廃線後も撤去されず、全線にわたって残されており、走行試験線への活用が検討されていたが、2012年に設立されたNPO法人 大館・小坂鉄道レールバイクにより、定期的にレールバイクを走行させるイベントが開催されている。

### 大館市側の跡地
レール跡の敷地がDOWAメタルマイン、元大館駅構内の敷地がDOWAホールディングス、廃線後に取り壊されていなかった岱野駅、茂内駅、新沢駅などが小坂製錬の所有であったが、今後も活用する見通しがないことから、2014年4月1日に大館駅から大館市・小坂町境界までのすべての土地・建物が大館市へ無償譲渡された。
2014年11月2日に廃線跡を利用して大手電機メーカーのパナソニックが、同社の乾電池「EVOLTA」の宣伝を目的に、EVOLTA単一乾電池99本で電車を走らせるイベント『エボルタ電池鉄道・廃線1日復活チャレンジ』を開催した。電車はパナソニックと秋田県立大学が共同開発した独自製作のもので、鉄・アルミ・特殊強化段ボールの素材で作られた定員10名程度の2軸の車両だった。当日はファンのほか地元小学校の児童らを乗せ、12時45分に旧・雪沢温泉駅付近を出発、時速6kmでゆっくり走行し途中の4箇所の停車地点を経由して、当初の目標である約8.5kmを走破した。
- 大館・小坂鉄道レールバイクインフォメーションセンター
- 同レールバイク乗降場

### 小坂町側の跡地
旧小坂駅を鉄道テーマパークにする方針が小坂町によって示され、2014年3月24日に、DOWAホールディングス・DOWAメタルマイン・小坂製錬と小坂駅構内敷地を賃貸契約し、それ以外のディーゼル機関車、ラッセル車などの車両と、旧小坂駅舎、詰め所、踏切、橋梁、レールおよびレール用敷地など無償譲渡の契約を交わした。同年6月1日に「小坂鉄道レールパーク」としてオープンし、このうちディーゼル機関車・ラッセル車が一般展示されている。ディーゼル機関車、ラッセル車は展示するだけではなく実際に運転体験ができる。ディーゼル機関車を運転できるのは、日本国内の常設展示施設としては他にない（気動車等を含めれば他にふるさと銀河線りくべつ鉄道等の例がある）。
また2015年10月31日には、寝台特急「あけぼの」で使用されていた24系寝台客車を利用した列車ホテル「ブルートレインあけぼの」が開業した。

### 旅客輸送廃止後の代替輸送
秋北バスが、かつての新沢線を延長して一般路線バス「小坂線」を、小坂鉄道に並行する秋田県道2号大館十和田湖線の経路（一部旧道）をおおむね1 - 2時間間隔で運行している。